# 九龍巴士51P線
九龍巴士51P線是香港新界的一條已取消巴士路線，由錦田（石崗軍營泳池）單向往荃灣碼頭。 

## 歷史
- 1992年8月10日：由於51線在途經錦田客量爆滿，使錦田居民沒法上車，因此51P線投入服務，來往錦田（石崗泳池）和荃灣碼頭，祗於平日早上開出1班單向往荃灣碼頭，於假日暫停服務。
- 1998年10月19日：51P線因客量偏低而終止服務，並由九巴251M線取代。

## 行車路線
錦田公路，錦上路，荃錦公路，荃錦交匯處，大河道，荃灣碼頭